# 胡安·卡洛斯·納瓦羅
胡安·卡洛斯·納瓦羅（西班牙語：Juan Carlos Navarro，1980年6月13日—），西班牙籃球運動員，綽號「炸彈」（La Bomba)。主打位置得分後衛。曾效力於西班牙籃球甲級聯賽球隊巴塞羅那。他是一位右手球員。他也代表西班牙國家男子籃球隊參賽，參加了2012年奧運會的比賽。2018年8月17日宣布退役，結束20年的職業球員生涯。

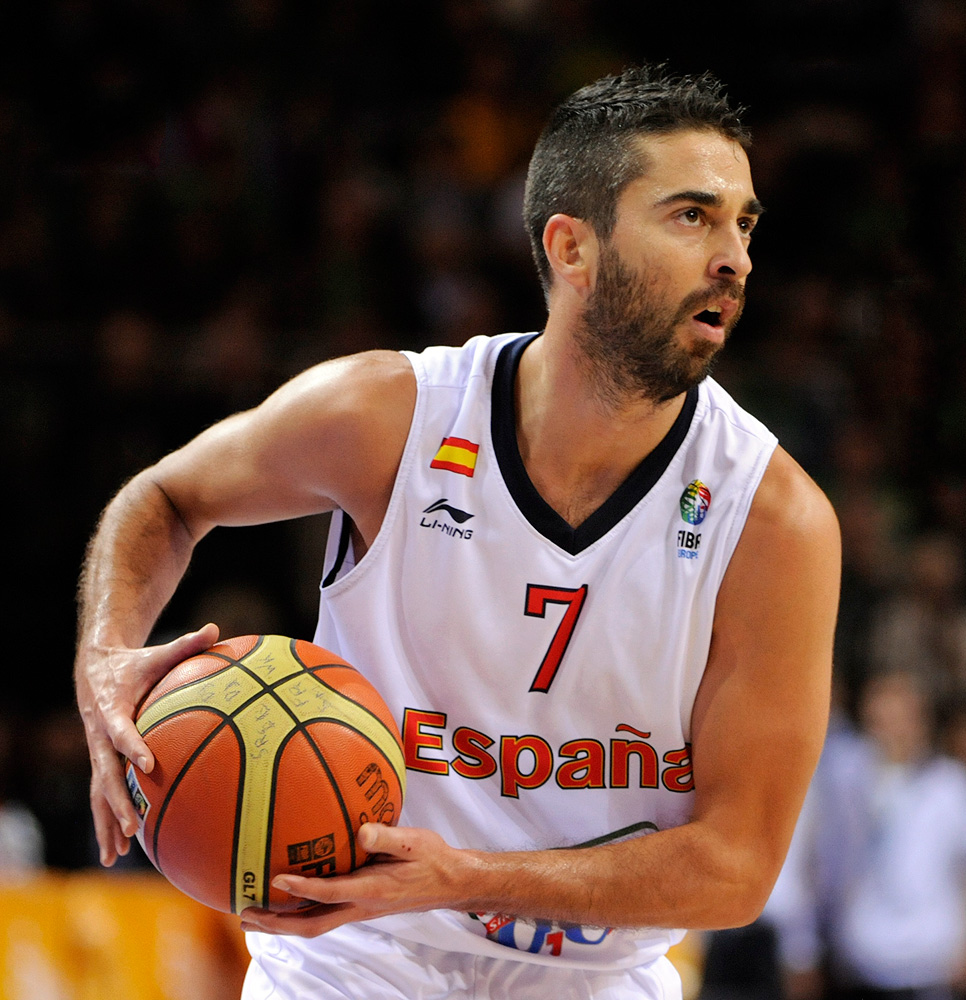

| 11號 巴塞羅那籃球俱樂部 |
| ----------------------- |
| 位置 得分後衛           |
| 聯賽 西班牙籃球甲級聯賽 |
| 歐洲籃球聯賽            |

## 執教生涯
退休後，他開始於西班牙籃球甲級聯賽球會巴塞隆拿工作。